# Stórihnjúkur
Stórihnjúkur är en bergstopp i republiken Island. Den ligger i regionen Austurland, 300 km öster om huvudstaden Reykjavík. Toppen på Stórihnjúkur är 702 meter över havet, eller 65 meter över den omgivande terrängen. Bredden vid basen är 3,7 km.
Trakten runt Stórihnjúkur är nära nog obefolkad, med mindre än två invånare per kvadratkilometer. Det finns inga samhällen i närheten. Trakten runt Stórihnjúkur består i huvudsak av gräsmarker.